# Physaria
Genre
Classification APG III (2009)
Physaria est un genre végétal de la famille des Brassicaceae. Après un changement de nomenclature en 2002, de nombreuses espèces auparavant placées dans le genre Lesquerella ont été déplacées dans le genre Physaria.

## Liste des espèces
Selon NCBI (23 déc. 2010) :
- Physaria acutifolia
- Physaria arctica
- Physaria brassicoides
- Physaria didymocarpa
  - variété Physaria didymocarpa var. didymocarpa
- Physaria fendleri
- Physaria floribunda
- Physaria gracilis
- Physaria lindheimeri
- Physaria pruinosa
- Physaria purpurea
- Physaria rosei

Selon ITIS (23 déc. 2010) :
- Physaria acutifolia Rydb.
- Physaria alpestris Suksdorf
- Physaria alpina Rollins
- Physaria bellii Mulligan
- Physaria brassicoides Rydb.
- Physaria chambersii Rollins
- Physaria condensata Rollins
- Physaria didymocarpa (Hook.) Gray
- Physaria dornii Lichvar
- Physaria eburniflora Rollins
- Physaria floribunda Rydb.
- Physaria geyeri (Hook.) Gray
- Physaria gordonii
- Physaria grahamii Morton
- Physaria integrifolia (Rollins) Lichvar
- Physaria lepidota Rollins
- Physaria newberryi Gray
- Physaria obcordata Rollins
- Physaria oregona S. Wats.
- Physaria repanda Rollins
- Physaria rollinsii Mulligan
- Physaria saximontana Rollins
- Physaria stylosa Rollins
- Physaria vitulifera Rydb.